# Fhelipe Gomes
Fhelipe de Castilhos Gomes (Curitiba, 21 de agosto de 2001) es un actor, cantante, doblador y locutor brasileño. Se hizo conocido en 2016 al interpretar al ciego Téo Cavichioli en el remake de la telenovela infantil "Cúmplices de Um Resgate"del SBT, y en 2018 al interpretar al nerd Lucas en la telenovela "O Tempo Não Para" de la Rede Globo.

## Vida personal
Nació en Curitiba, el 21 de agosto de 2001. Es el menor de dos hermanos y primo en tercer grado del cineasta y periodista Arlyson Gomes.